# ファンタスティックライト
ファンタスティックライト（Fantastic Light、1996年2月13日 - ）は、アメリカ生産の競走馬、種牡馬。世界各地の競馬場で走り、G1級競走を6勝した。
2000年、2001年とワールドシリーズ・レーシング・チャンピオンシップ総合優勝馬になっただけでなく、2001年のカルティエ賞年度代表馬および最優秀古馬、エクリプス賞最優秀芝牡馬にも輝いた。

## 競走馬時代

### 2歳・3歳時代
2歳時、3歳時はイギリスを中心とするヨーロッパで走っていた。しかしクラシックトライアルを勝ったもののダービートライアルで負けたこともあり、クラシック競走には出走していない。3歳夏、エクリプスステークス3着のあとアークトライアルでハイライズ（エプソムダービー勝ち馬）を破るも、凱旋門賞ではモンジューの11着に惨敗する。

### 古馬時代
4歳の始動はドバイシーマクラシックから。ここでは前々年の凱旋門賞馬サガミックスや英ダービー馬ハイライズらを退け3馬身差のレコードタイムで快勝した。その後もコロネーションカップ2着、キングジョージ6世&クイーンエリザベスダイヤモンドステークス2着と12ハロン路線で堅実な実績を残した。秋はアメリカに転戦し、初戦となるマンノウォーステークスでエラアシーナを退け優勝する。しかし続くターフクラシック招待ステークスではジョンズコールの4着、本番となるブリーダーズカップ・ターフでは凡走したモンジューにこそ先着するもレース中に進路が塞がれる不利を2度も受けてカラニシの5着と勝ち切れなかった。その後はジャパンカップに出走してテイエムオペラオー・メイショウドトウに続く3着と好走し、続く香港カップでも1番人気に応え快勝、この勝利でジャイアンツコーズウェイを逆転してワールド・レーシング・チャンピオンシップの2代目チャンピオンとなった。
5歳の始動も前年同様ドバイシーマクラシックからであったが、今回は、ステイゴールドの驚異的な追い込みにハナ差敗れている。その後はタタソールズゴールドカップ、プリンスオブウェールズステークスとG1を連勝してカラニシにBCターフでの借りを返し、古馬代表として臨んだキングジョージでもガリレオの2着と健闘、更に次走のアイリッシュチャンピオンステークスではガリレオとともに3着以下を6馬身突き放すマッチレースを演じたすえアタマ差でガリレオに雪辱を果たした。このレースはレーシングポストの読者が選ぶ名勝負100戦において第7位の名勝負に選ばれている。引退レースとなったBCターフでは、この年のセントレジャーステークス優勝馬ミランを3/4馬身抑えこんでレコード勝ち。2年連続ワールドチャンピオンになるとともに、カルティエ賞・エクリプス賞といった格式ある賞でもチャンピオンと認められた。

## 競走成績
| 出走日         | 競馬場             | 競走名                      | 格 | 距離      | 着順 | 騎手             | 着差      | 1着（2着）馬       |
| -------------- | ------------------ | --------------------------- | -- | --------- | ---- | ---------------- | --------- | ------------------ |
| 1998年08月02日 | サンダウン         | ノーヴィスS                 |    | 芝7f16y   | 1着  | J.リード         | 1 3/4馬身 | (Sicnee)           |
| 1998年08月22日 | サンダウン         | 条件S                       |    | 芝8f14y   | 1着  | J.リード         | 3/4馬身   | (Aesops)           |
| 1998年09月11日 | グッドウッド       | スターダムS                 | L  | 芝8f      | 3着  | R.コクレーン     | 2 1/2馬身 | Mutaahab           |
| 1999年04月24日 | サンダウン         | クラシックトライアルS       | G3 | 芝10f7y   | 1着  | D.ホランド       | 短頭      | (Dehoush)          |
| 1999年05月08日 | リングフィールド   | ダービートライアルS         | G3 | 芝11f106y | 4着  | D.ホランド       | 6 3/4馬身 | Lucido             |
| 1999年06月15日 | アスコット         | プリンスオブウェールズS     | G2 | 芝10f     | 2着  | G.スティーヴンス | アタマ    | Lear Spear         |
| 1999年07月03日 | サンダウン         | エクリプスS                 | G1 | 芝10f7y   | 3着  | G.スティーヴンス | 3/4馬身   | Compton Admiral    |
| 1999年08月17日 | ヨーク             | グレートヴォルティジュールS | G2 | 芝11f195y | 1着  | G.スティーヴンス | 1 1/4馬身 | (Bienamado)        |
| 1999年09月19日 | ニューベリー       | アークトライアル            | L  | 芝11f5y   | 1着  | K.ファロン       | 3/4馬身   | （High-Rise）      |
| 1999年10月03日 | ロンシャン         | 凱旋門賞                    | G1 | 芝2400m   | 11着 | J.リード         | 30馬身    | Montjeu            |
| 2000年03月25日 | ナドアルシバ       | ドバイシーマクラシック      | G3 | 芝2400m   | 1着  | K.ファロン       | 3馬身     | (Caitano)          |
| 2000年06月09日 | エプソム           | コロネーションC             | G1 | 芝12f10y  | 2着  | C.マッキャロン   | 3/4馬身   | Daliapour          |
| 2000年07月08日 | サンダウン         | エクリプスS                 | G1 | 芝10f7y   | 5着  | J.リード         | 6馬身     | Giant's Causeway   |
| 2000年07月29日 | アスコット         | KGVI&QEDS                   | G1 | 芝12f     | 2着  | J.リード         | 1 3/4馬身 | Montjeu            |
| 2000年09月09日 | ベルモントパーク   | マンノウォーS               | G1 | 芝11f     | 1着  | J.ベイリー       | 1馬身     | (Ela Athena)       |
| 2000年10月07日 | ベルモントパーク   | ターフクラシック招待S       | G1 | 芝12f     | 4着  | L.デットーリ     | 3 1/2馬身 | John's Call        |
| 2000年11月04日 | チャーチルダウンズ | BCターフ                    | G1 | 芝12f     | 5着  | L.デットーリ     | 2馬身     | Kalanisi           |
| 2000年11月26日 | 東京               | ジャパンC                   | GI | 芝2400m   | 3着  | L.デットーリ     | クビ      | テイエムオペラオー |
| 2000年12月17日 | 沙田               | 香港C                       | G1 | 芝2000m   | 1着  | L.デットーリ     | 1 3/4馬身 | (Greek Dance)      |
| 2001年03月24日 | ナドアルシバ       | ドバイシーマクラシック      | G2 | 芝2400m   | 2着  | L.デットーリ     | ハナ      | Stay Gold          |
| 2001年05月27日 | カラ               | タタソールズGC              | G1 | 芝10f110y | 1着  | L.デットーリ     | クビ      | (Golden Snake)     |
| 2001年06月20日 | アスコット         | プリンスオブウェールズS     | G1 | 芝10f     | 1着  | L.デットーリ     | 2 1/2馬身 | (Kalanisi)         |
| 2001年07月28日 | アスコット         | KGVI&QEDS                   | G1 | 芝12f     | 2着  | L.デットーリ     | 2馬身     | Galileo            |
| 2001年09月08日 | レパーズタウン     | 愛チャンピオンS             | G1 | 芝10f     | 1着  | L.デットーリ     | アタマ    | (Galileo)          |
| 2001年10月27日 | ベルモントパーク   | BCターフ                    | G1 | 芝12f     | 1着  | L.デットーリ     | 3/4馬身   | (Milan)            |

## 種牡馬時代
2002年からダルハムホールスタッドで種牡馬入り。2頭のG1勝ち馬を出したほか、日本でも初年度産駒のジャリスコライトが京成杯を勝つなどの活躍を見せた。2007年に日本に輸入され、ダーレー・ジャパン・スタリオン・コンプレックスで繋養される。2010年に日本での産駒がデビューしたものの、これといった活躍馬は現れず、2011年の種付け頭数は14頭にまで落ち込んだ。そしてこの年の種付けシーズン終了後にイギリスへ輸出された。
2022年までに種牡馬を引退したことが、ドバイレーシングクラブのTwitterにより発表されており、現在はダルハムホールスタッドにて功労馬として繋養されている。

### 主な産駒
- 2003年産
  - ジャリスコライト（京成杯）
  - ナイアガラ（すみれステークス）
- 2004年産
  - Mission Critical（ニュージーランドインターナショナルステークス）
- 2005年産
  - Scintillo（イタリアグランクリテリウム）
- 2008年産
  - タイセイファントム（絆カップ、トウケイニセイ記念）
- 2009年産
  - キモンエンジェル（鞆の浦賞）

### 母父としての主な産駒

#### グレード制重賞優勝馬
斜体は地方重賞を示す
- 2018年産
  - ラッキードリーム（JBC2歳優駿、サッポロクラシックカップ、北斗盃、北海優駿、王冠賞、姫山菊花賞、園田金盃、兵庫大賞典、イヌワシ賞、白鷺賞、六甲盃）

#### 地方重賞優勝馬
- 2017年産
  - カプリフレイバー（優駿スプリント、川崎スパーキングスプリント）

## 血統表
| ファンタスティックライトの血統（ブラッシンググルーム系 / Nearctic4×5=9.38%（母内）、Nearco5x5=6.25%） | ファンタスティックライトの血統（ブラッシンググルーム系 / Nearctic4×5=9.38%（母内）、Nearco5x5=6.25%） | ファンタスティックライトの血統（ブラッシンググルーム系 / Nearctic4×5=9.38%（母内）、Nearco5x5=6.25%） | （血統表の出典）  | （血統表の出典） |
| 父 Rahy 1985 栗毛 アメリカ                                                                            | 父の父Blushing Groom 1974 栗毛 フランス                                                               | Red God                                                                                               | Nasrullah         | Nasrullah        |
| 父 Rahy 1985 栗毛 アメリカ                                                                            | 父の父Blushing Groom 1974 栗毛 フランス                                                               | Red God                                                                                               | Spring Run        |                  |
| 父 Rahy 1985 栗毛 アメリカ                                                                            | 父の父Blushing Groom 1974 栗毛 フランス                                                               | Runaway Bride                                                                                         | Wild Risk         | Wild Risk        |
| 父 Rahy 1985 栗毛 アメリカ                                                                            | 父の父Blushing Groom 1974 栗毛 フランス                                                               | Runaway Bride                                                                                         | Aimee             |                  |
| 父 Rahy 1985 栗毛 アメリカ                                                                            | 父の母Glorious Song 1976 鹿毛 カナダ                                                                  | Halo                                                                                                  | Hail to Reason    | Hail to Reason   |
| 父 Rahy 1985 栗毛 アメリカ                                                                            | 父の母Glorious Song 1976 鹿毛 カナダ                                                                  | Halo                                                                                                  | Cosmah            |                  |
| 父 Rahy 1985 栗毛 アメリカ                                                                            | 父の母Glorious Song 1976 鹿毛 カナダ                                                                  | Ballade                                                                                               | Herbager          | Herbager         |
| 父 Rahy 1985 栗毛 アメリカ                                                                            | 父の母Glorious Song 1976 鹿毛 カナダ                                                                  | Ballade                                                                                               | Miss Swapsco      |                  |
| 母 Jood 1989 鹿毛                                                                                     | 母の父Nijinsky 1967 鹿毛 カナダ                                                                       | Northern Dancer                                                                                       | Nearctic          | Nearctic         |
| 母 Jood 1989 鹿毛                                                                                     | 母の父Nijinsky 1967 鹿毛 カナダ                                                                       | Northern Dancer                                                                                       | Natalma           |                  |
| 母 Jood 1989 鹿毛                                                                                     | 母の父Nijinsky 1967 鹿毛 カナダ                                                                       | Flaming Page                                                                                          | Bull Page         | Bull Page        |
| 母 Jood 1989 鹿毛                                                                                     | 母の父Nijinsky 1967 鹿毛 カナダ                                                                       | Flaming Page                                                                                          | Flaring Top       |                  |
| 母 Jood 1989 鹿毛                                                                                     | 母の母Kamar 1976 鹿毛                                                                                 | Key to the Mint                                                                                       | Graustark         | Graustark        |
| 母 Jood 1989 鹿毛                                                                                     | 母の母Kamar 1976 鹿毛                                                                                 | Key to the Mint                                                                                       | Key Bride         |                  |
| 母 Jood 1989 鹿毛                                                                                     | 母の母Kamar 1976 鹿毛                                                                                 | Square Angel                                                                                          | Quardrangle       | Quardrangle      |
| 母 Jood 1989 鹿毛                                                                                     | 母の母Kamar 1976 鹿毛                                                                                 | Square Angel                                                                                          | Nangela F-No.14-c |                  |

- 母Joodは未勝利だが、プリティーポリーのファミリーラインに属し、その兄姉に以下の活躍馬がいる。
  - 半兄：Key to the Moon（父Wajima） - 米G3を2勝
  - 半姉：Hiaam（父Alydar） - 英G3勝ち馬
  - 半姉：Gorgeous（父Slew o'Gold） - ヴァニティーハンデキャップ、アッシュランドステークス、ハリウッドオークス（当時G1）
  - 半姉：Seaside Attraction（父Seattle Slew） - ケンタッキーオークス勝ち馬。フリゼットステークスなど米牝馬G1を3勝のGolden Attraction、フロリダダービー勝ち馬で種牡馬のCape Townらの母となる。
- 祖母Kamarはカナディアンオークス勝ち馬。上記のとおりG1馬2頭を含む4頭の重賞勝ち馬を出した。半妹にアップルブロッサムハンデキャップ勝ち馬で、“キングジョージ”連覇など英愛G1を4勝のSwainの母となったLove Smittenがいる。
- 3代母Square Angelの子孫には、米G2勝ち馬で種牡馬として米二冠馬Afleet Alexなどを出したNorthern Afleetをはじめとして、重賞勝ち馬多数。
- その他の主な近親はプリティーポリー#シスターサラ系を参照